# 이일 장군 묘소
이일 장군 묘소는 대한민국 경기도 용인시 처인구 모현읍 매산리에 있는 조선시대의 무덤이다. 묘주(墓主)는 임진왜란 최악의 졸장인 이일이다. 1990년 11월 22일 용인시의 향토문화재 제21호로 지정되었다.

## 같이 보기
- 이일

## 참고 문헌
- 이일 장군 묘소 - 용인시의 문화관광 - 향토유적